# Фароле, Абдирахман Мохамуд
Абдирахман Мохамуд Фароле (сомал. Cabdiraxmaan Maxamuud Faroole, араб. عبد الرحمن محمد; род. 1945, Эйль, Итальянское Сомали) — сомалийский политический деятель, с 8 января 2009 по 8 января 2014 года был президентом самопровозглашённого автономного государства Пунтленд. В 1990-х годах был губернатором региона Нугаль в Сомали и министром финансов Пунтленда.

## Биография
Родился в 1945 году в прибрежном городе Эйл, расположенном в регионе Нугаль. Происходит из клана дарод. Свободно говорит на сомали, арабском, итальянском и английском языках.
Окончил Национальный университет Сомали, затем Университет штата Нью-Йорк в Олбани (США), в 2005 году Университет Ла Троба в Мельбурне. Работал старшим аудитором / руководителем иностранных и международных департаментов Центрального банка Сомали. С 1970 по 1986 год был генеральным директором Коммерческого и сберегательного банка.
В прошлом Фароле занимал руководящие должности в правительстве, в том числе был министром финансов северо-восточной провинции Пунтленд в Сомали при первом президенте региона Абдуллахи Юсуфе Ахмеде и губернатором провинции Нугаль в 1990-х годах. Позже он работал министром планирования в региональном правительстве Мохамеда Мусы Херси Адде, бывшего президента Пунтленда. После ссоры с Мусой Адде, из-за сделки с нефтегазовой компанией Range Resources, Фароле провёл много времени в пригороде Мельбурна, Австралия, будучи кандидатом исторических наук в Университете Ла Троба. Его диссертация была посвящена восстановлению банков и финансовых учреждений после вооруженного конфликта.

## Президент Пунтленда

### Назначение и реформы
Фароле вернулся в Сомали из Австралии, чтобы представить свою кандидатуру на президентских выборах 2009 года в Пунтленде. В январе 2009 года он обошёл девять других кандидатов, включая действующего президента Мусу Адде, и стал четвёртым президентом Пунтленда. С момента вступления в должность в 2009 году администрация Фароле провела множество политических реформ, уделяя особое внимание расширению и совершенствованию сектора безопасности и судебной системы Пунтленда. Стремясь повысить прозрачность, новый президент опубликовал доклад «100 дней пребывания в должности».
Для укрепления судебной системы региона были наняты и обучены многочисленные новые прокуроры, судьи и судебные работники, а также дополнительные тюремные охранники. В июле 2010 года Совет министров Пунтленда единогласно одобрил новый антитеррористический закон для более эффективного обращения с подозреваемыми. Также предполагалось, что в рамках существующей системы уголовных судов региона будет создан специальный суд для облегчения этой задачи.
В части финансов, была создана прозрачная бюджетная система государственных финансов, которая, как сообщается, помогла повысить доверие общества к правительству. Так же были проведены реформы в социальной сфере, особенно в сфере образования и здравоохранения. Правительство региона наняло больше медицинских работников и учителей, были проведены реконструкции школ и больниц.

### Многопартийность
15 июня 2009 года администрация Фароле приняла новой региональный проект конституции, который, как полагали, представлял собой значительный шаг на пути к возможному введению многопартийной политической системы в регионе впервые. Такая система уже существовала в прилегающем регионе Сомалиленд.
15 апреля 2012 года правительство Пунтленда открыло четырехдневный конституционный съезд, официально провозгласивший новую конституцию региона. Конституция представляла собой заключительный шаг в существующем процессе региональной демократизации, за которым должно было последовать формированием политических партий.
12 сентября 2012 года Избирательная комиссия Пунтленда объявила, что процесс регистрации политических партий в Пунтленде открыт.
14 ноября 2012 года Фароле объявил о создании своей новой политической партии Хорсид. Ассоциация насчитывала более 200 членов и представляла действующее правительство Пунтленда, включая вице-президента Абдисамада Али Шира и государственных министров.

### Агентство социального обеспечения Пунтленда
В мае 2009 года было основано Агентство социального обеспечения Пунтленда (PASWE). Агентство предоставляет медицинскую, образовательную и консультационную поддержку уязвимым группам и отдельным лицам, таким как сироты, инвалиды и слепые. PASWE находится под надзором совета директоров, который состоит из религиозных ученых, бизнесменов, интеллектуалов и традиционных старейшин.

### Кампания по борьбе с пиратством
В период с 2009 по 2010 год правительство Фароле провело ряд реформ и превентивных мер в рамках официально объявленной кампании по борьбе с пиратством. Последние включают арест, суд и осуждение пиратских банд, а также рейды на предполагаемые пиратские укрытия и конфискацию оружия и снаряжения; обеспечение адекватного освещения усилий региональных властей по борьбе с пиратством как в местных, так и в международных СМИ; спонсирование социальной кампании под руководством исламских ученых и общественных активистов, направленной на дискредитацию пиратства и освещение его негативных последствий; и партнерство с альянсом НАТО для борьбы с пиратами на море. В мае 2010 года также началось строительство новой военно-морской базы в городе Бандар-Сияда, расположенном в 25 км к западу от Босасо, торговой столицы Пунтленда. Объект финансировался региональным правительством Пунтленда совместно с Saracen International, британской охранной компанией, и предназначен для оказания помощи в более эффективной борьбе с пиратством. База включает в себя центр подготовки новобранцев и командный пункт военно-морских сил.
Эти многочисленные меры безопасности принесли свои плоды, поскольку в 2010 году было задержано множество пиратов. Сообщается, что силам службы безопасности Пунтленда также удалось вытеснить пиратские банды из их традиционных убежищ, таких как Эйль и Гарадг (Garadag).

### Кампания в горах Галгалы
В августе 2010 года силы службы безопасности Пунтленда начали наступление на боевиков во главе с Мохаммедом Саидом Атомом, контрабандистом оружия, внесенным в списки безопасности США и ООН и объявившим войну администрации Фарола. Сообщалось, что повстанцы прятались в горах Галгала. Атом бежал незадолго до нападения, в результате которого погибло более 100 боевиков, и, как сообщалось, ввёл в заблуждение своих людей перед наступлением армии Пунтленда, пообещав подкрепление от исламистской группировки «Аш-Шабааб».
К концу октября военнослужащие Пунтленда захватили последние сторожевые отряды повстанцев, хотя время от времени всё же вспыхивали боевые действия, когда верные Атому боевики пытались устроить засаду на солдат Пунтленда.

### Соглашение с Галмудугом
В феврале 2011 года власти Пунтленда и Галмудуга подписали соглашение в Гароуэ, официально согласившись сотрудничать по вопросам безопасности, экономическим и социальным вопросам с целью укрепления межрегиональных отношений.

### Президентские выборы в Пунтленде в 2014 году
В 2013 году Фароле баллотировался на переизбрание на пост президента автономного штата Пунтленд через свою недавно созданную политическую партию Хорсид на выборах 2014 года. Изначально Фароле лидировал в финальном раунде, однако президентом был избран бывший премьер-министр Сомали Абдивели Мохамед Али с небольшим перевесом в один голос. 14 января 2014 года бывший президент Пунтленда Фароле официально передал власть своему преемнику Али.